# 都竹悦子
都竹 悦子（つづく えつこ、1977年3月17日 - ）は中京広域圏を拠点に活動するディスクジョッキー、CMナレーター、イベントMC、心理学コミュニケーター。岐阜県高山市出身。岐阜県立斐太高等学校、立教大学文学部ドイツ文学科卒業。

## 略歴・人物
大学在学中にイギリスへの交換留学を経験。卒業後地元のコミュニティ放送局『Hits FM』での活動を経て、2001年にZIP-FMのDJオーディション「第7回ミュージック・ナビゲーターコンテスト」で準グランプリを獲得し、同年4月より同局のミュージック・ナビゲーターとなった。2015年3月末をもって、ZIP-FMを卒業することが発表された。
2014年、NPO法人日本次世代育成支援協会認定・心理カウンセラーに。2015年からは、ナレーター、イベントMCとしての活動に加え、「心理学コミュニケーター」として、心理学と自身の経験を元に「子育て」「恋愛」「社内コミュニケーション」をテーマ
にした講演活動、執筆活動もスタートさせた。

## 過去の担当番組

### ZIP-FM
- AFTERNOON MUSE（水曜・木曜13:00〜17:00）
- CLICK Z-LINE（月曜〜金曜27:00〜30:00） - 2001年4月〜2002年3月
- ZONE 3（火曜18:00〜24:00、2002年は19:00〜25:00） - 2002年4月〜2004年3月
- ZONE 4（土曜24:00〜31:00） - 2002年4月〜2004年3月
- MORNING JACK（金曜6:00〜10:00） - 2004年4月〜2005年3月
- LOVER'S NIGHT（土曜19:00〜24:00） - 2004年4月〜2006年3月
- SUNDAY MUSIC VOX（土曜21:00〜25:00） - 2005年4月〜2006年3月
- SUNDAY HAPPY HOUR（日曜17:00〜18:00）
- TRENTA ANNI RADIO（金曜14:00〜16:00）
- OPENER（金曜14:00〜16:00）

### テレビ
- イイこと!（東海テレビ　月曜21:54〜21:57　ナレーション担当）
- スタイルプラス（東海テレビ　日曜12:00〜13:45　ナレーション担当）